# موسينيت جيريميو
موسينيت جيريميو (مواليد 12 فبراير 1992) هو عداء مسافات طويلة إثيوبي، حصل على الميدالية الفضية في منافسات الماراثون في 2019 و2022.